# Бекетов, Василий Семёнович
Васи́лий Семёнович Беке́тов (25 марта 1924, село Андреевка, Кугарчинский район, БАССР — 18 сентября 1991) — командир стрелкового взвода 170-го гвардейского стрелкового полка 57-й гвардейской стрелковой дивизии 8-й гвардейской армии 1-го Белорусского фронта, Герой Советского Союза .

## Биография
Василий Семёнович Бекетов родился 25 марта 1924 года в селе Андреевка Кугарчинского района Башкирской АССР.
В марте 1943 года Юмагузинским райвоенкоматом Башкирской АССР был призван в ряды Краснай Армии. На фронте Великой Отечественной войны с июля 1943 года. Служил командиром стрелкового взвода 170-го гвардейского стрелкового полка 57-й гвардейской стрелковой дивизии 8-й гвардейской армии 1-го Белорусского фронта. Особенно отличился при форсировании рек Западный Буг и Висла. 20 июля 1944 года Бекетов в числе первых со своим взводом форсировал Западный Буг в районе города Любомль Волынской области и, осуществив стремительный бросок под ураганным огнём, ворвался в траншеи противника, где истребил до десяти вражеских солдат. 1 августа 1944 года взвод Василия Бекетова в числе первых под сильным артиллерийско-миномётным и пулемётным огнём немцев переправился через реку Вислу в районе села Магнушев (Польша) и выбил противника из первой линии их обороны. В разгар боя, заменив тяжелораненого командира роты, Василий Бекетов трижды поднимал бойцов в атаку, сорвав стремительным наступлением попытку немцев атаковать советские подразделения с флангов и отрезать их от района переправы.
Член КПСС с 1955 года. В 1957 году В. С. Бекетов окончил Кемлянский сельхозтехникум (Мордовия). Работал механиком, главным механиком в строительном управлении города Кумертау, старшим мастером на Салаватском авторемонтном заводе, механиком, главным инженером колхоза «Красный маяк» Юмагузинского района, начальником участка, старшим мастером на транспортных предприятиях в городе Салавате.
Василий Бекетов скончался 18 сентября 1991 года. Похоронен в Салавате на кладбище № 2.

## Награды и звания
- Герой Советского Союза. Указ Президиума Верховного Совета СССР от 24 марта 1945 года[2]:
  - орден Ленина,
  - медаль «Золотая Звезда» № 4913.
- Орден Отечественной войны I степени. Указ Президиума Верховного Совета СССР от 11 марта 1985 года.
- Медали СССР.

## Память
- Похоронен в городе Салават (Башкортостан).
- В городском краеведческом музее г. Салавата открыт раздел, посвящённый подвигу В. С. Бекетова.
- В Салавате улица носит имя В. С. Бекетова.
- Улицей Бекетова названа улица в Северо-Западном микрорайоне села Мраково Республики Башкортостан.
- Памятная доска герою установлена на мемориале Вечный огонь в городе Салавате.